# 利格城 (德克薩斯州)
利格城（英語：League City）是一個位於美國德克薩斯州加爾維斯敦縣的城市。

## 人口
根據2020年美國人口普查的數據，利格城的面積為137.33平方千米，當中陸地面積為132.67平方千米，而水域面積為4.66平方千米。當地共有人口112129人，而人口密度為每平方千米816人。